# الغواصة الألمانية يو-1053
غواصة يو-1053 غواصة يو بوت ألمانية من غواصة الفئة السابعة سي بنيت لسلاح بحرية ألمانيا النازية كريغسمارينه، في أحواض  خلال الحرب العالمية الثانية.